# Presidentsverkiezingen in Equatoriaal-Guinea (2009)

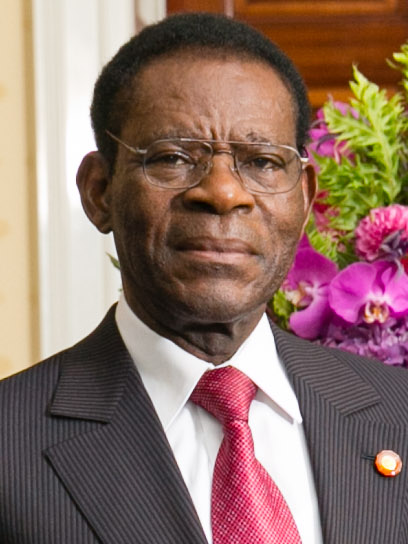
President Teodoro Obiang Nguema Mbasogo werd met 95% van de stemmen herkozen.

De presidentsverkiezingen in Equatoriaal-Guinea van 2009 vonden op 29 november plaats en werden gewonnen door Teodoro Obiang Nguema Mbasogo (PDGE) die als sinds 1979 aan de macht is. Hij kreeg 95% van de stemmen bij een opkomst van 93%.
| Kandidaat                       | Partij                                   | Stemmen | %     |
| ------------------------------- | ---------------------------------------- | ------- | ----- |
| Teodoro Obiang Nguema Mbasogo   | Partido Democrático de Guinea Ecuatorial | 260.462 | 95,36 |
| Plácido Micó                    | Convergencia para la Democracia Social   | 9.700   | 3,55  |
| Archivaldo Montero Biribé       | Unión Popular                            | 931     | 0,34  |
| Buenaventura Monsuy Asumu       | Coalición Social Demócrata               | 462     | 0,17  |
| Carmelo Mba Bakale              | Acción Popular                           | 437     | 0,16  |
| Geldig uitgebrachte stemmen     | Geldig uitgebrachte stemmen              | 271.992 | 100   |
| Ongeldig/ blanco                | Ongeldig/ blanco                         | 1.163   | 0,34  |
| Totaal                          | Totaal                                   | 273.155 | 100   |
| Geregistreerde kiezers/ Opkomst | Geregistreerde kiezers/ Opkomst          | 292.585 | 93,36 |
| Bron: AED                       |                                          |         |       |